# Moja umišljena dežela
Moja umišljena dežela (špansko Mi país inventado : un paseo nostalgico por Chile) je avtobiografski roman čilenske pisateljice Isabel Allende. Knjiga je prvič izšla leta 2003 v Združenih državah Amerike pri založbi Rayo/HarperCollins v španskem jeziku. Slovenski prevod je izšel leta 2006 pri založbi Učila International, prevedla pa jo je Nina Kovič. 

## Vsebina
Knjiga je avtobiografski roman čilenske pisateljice Isabel Allende. V njej pisateljica opisuje Čile in tamkajšnje ljudi, kakršnih se spominja iz svojega življenja pred diktaturo Augusta Pinocheta. Posebno slikovito oriše tudi svojo družino in nenavadne družinske skrivnosti, ki so ji služile kot gradivo za njene romane.  

## Izdaje in prevodi
- Španska izdaja romana iz leta 2003 (COBISS)
- Italijanska izdaja romana iz leta 2003 (COBISS)
- Slovenska izdaja romana iz leta 2006 (COBISS)